# Lucien Goldmann
Lucien Goldmann (Bucareste, 20 de julho de 1913 — Paris, 8 de outubro de 1970) foi um filósofo e sociólogo francês de origem judaico-romena.

## Trajetória intelectual
Estudou em Budapeste e Berlim. Foi um discípulo entusiasta de Lukács.
Influente teórico marxista, ocupou o cargo de diretor de estudos na École pratique des hautes études. Como sociólogo da cultura, Lucien Goldmann estudou as relações de produção elaboradas na esfera da cultura, principalmente na literatura, sobre o homem e a sociedade. Denominou sua linha teórico metodológica de "estruturalismo genético", uma crítica dos modelos reificados. Além do marxismo, Goldman recorreu, também, à teoria de Piaget para elaborar seu pensamento sobre a relação do indivíduo com o grupo social e, assim, entender a produção literária e as questões que o contexto histórico coloca para o autor. Sua temática é semelhante a de Lukács
Em The Hidden God: a study of tragic vision in the Pensees of Pascal and the tragedies of Racine, 1964, Lucien Goldmann realiza um valioso estudo sobre a importância do pensamento de Pascal, do jansenismo e da obra de Racine nas origens do moderno pensamento ocidental. O conceito de 'visão de mundo' do jovem Lukács é empregado por Goldmann, para identificar semelhanças entre o pensamento de Pascal e Jean Racine, como expressões culturais dos representantes do "máximo de consciência possível" de um grupo social, a classe social. Uma produção intelectual com pontos em comum que decorrem da inserção social de classe dos autores e uma visão coerente, típica da "máxima consciência" expressa por eles, tal visão é fundamental para se entender a evolução do pensamento ocidental, partindo do racionalismo e do empiricismo, e indo até o pensamento dialético de Hegel e Lukács, incluindo a literatura e a crítica.

## Seu pensamento
Lucien Goldmann pensava que o marxismo estava então em forte crise e precisava se renovar para sobreviver. Ele rejeitou a visão marxista tradicional e desafiou o movimento estruturalista. A popularidade dessas teorias na Margem Esquerda era então tal que o trabalho de Goldmann foi eclipsado, apesar das opiniões de Jean Piaget e Alasdair MacIntyre, que o chamou de "o melhor e mais inteligente marxista de todos os tempos".[carece de fontes?]
Goldmann escreveu no Le Dieu caché que "a revolução é o engajamento dos indivíduos em uma ação que envolve o risco, o perigo do fracasso, a esperança de sucesso, mas na qual se aposta a própria vida".

## Obras
- La communauté humaine et l'univers chez Kant: études sur la pensée dialectique et son histoire, Paris, Presses universitaires de France, 1948 ; réédition, Introduction à la philosophie de Kant, Paris, Gallimard, 1967.
- Le dieu caché ; étude sur la vision tragique dans les Pensées de Pascal et dans le théâtre de Racine, Paris, Gallimard, 1955.
- Correspondance de Martin de Barcos, abbé de Saint-Cyran, avec les abbesses de Port-Royal et les principaux personnages du groupe janséniste, édition critique, Paris, Presses universitaires de France, 1956.
- Racine, Paris, Éditions de l'Arche, 1956, nouvelle éd. 1970.
- Recherches dialectiques, Paris, Gallimard, 1959.
- Pour une sociologie du roman, Paris, Gallimard, 1964.
- Sciences humaines et philosophie. Suivi de structuralisme génétique et création littéraire, Paris, Gonthier, 1966 ; réédition, Paris, Delga, 2014.
- Kierkegaard vivant, Paris, Gallimard, 1966.
- Marxisme et sciences humaines, Paris, Gallimard, 1970.
- Structures mentales et création culturelle, Paris, 10/18, Union Générale d'Editions, 1970.
- Épistémologie et philosophie, Paris, Denoel, 1970.
- Situation de la critique racinienne, Paris, Éditions de l'Arche, 1971.
- Lukacs et Heidegger, Fragments posthumes établis et présentés par Youssef Ishaghpour, Paris, Denoël-Gonthier, 1973.
- Épistémologie et philosophie politique (pour une théorie de la liberté), Paris, Denoël-Gonthier, 1978; réédition, Paris, Delga, 2016.